# Cardano (Blockchainnetzwerk)
Cardano ist ein blockchainbasiertes Projekt im Bereich der Kryptowährungen, das vom Ethereum-Mitbegründer Charles Hoskinson ins Leben gerufen wurde. Die Zielsetzung ist, bekannte Schwierigkeiten bisheriger Blockchainprojekte wissenschaftlich zu erforschen und Lösungen anzubieten. Das 2015 gestartete Projekt möchte eine dezentralisierte Plattform für komplexe, programmierbare Transfers von Werten und Smart Contracts unter den Gesichtspunkten der Skalierbarkeit und Sicherheit erschaffen. Die Grundprinzipien dabei sind wissenschaftliches Vorgehen, Transparenz, Umsetzung mit einer modularen und funktionalen Sprache, Offenheit gegenüber offiziellen Institutionen und Regulatoren sowie Quelloffenheit.
Cardano verwendet die interne Kryptowährung ADA als Zahlungsmittel für Transaktionen. ADA ist Proof-of-Stake-basierend und kann an Kryptobörsen gehandelt werden.

## Beschreibung
Aus Sicht der Gründer des Projektes stoßen alle bisherigen blockchainbasierten Kryptowährungen unweigerlich auf eine Reihe schwerwiegender Probleme, welche die praktische Nutzbarkeit, Sicherheit, Skalierbarkeit sowie die soziale und ökonomische Integration von Kryptowährungen betreffen.
So habe sich die Welt der Kryptowährungen von einer 1. Generation, in der statische Zahlungen ohne Verträge durchgeführt wurden, über eine 2. Generation, in der dynamische Verträge möglich waren (programmierbare Smart Contracts), bis zu einer gerade im Entstehen sich befindenden 3. Generation entwickelt (weltweite Skalierung und legitimierende Regulierung).
Die 3. Generation an Kryptowährungen würde demnach beliebige Skalierbarkeit für massenhafte Nutzung, Interoperabilität und Nachhaltigkeit einführen, frühere Fehler vermeiden und neuere Technologien implementieren.
Cardano basiert dabei aus technischer Sicht auf mehreren Layern, die jeweils relevante Dienste und Funktionen anbieten sollen.

## Geschichte
Nach ihrem Ausstieg bei Ethereum im Jahr 2014 legten Charles Hoskinson und Jeremy Wood 2015 ihre Pläne für Cardano dar. Hoskinson hatte Ethereum nach einem Streit mit einem anderen Mitbegründer, Vitalik Buterin, verlassen. Hoskinson wollte Risikokapital annehmen und ein Unternehmen gründen, während Buterin es als Non-Profit-Organisation behalten wollte. Woods und Hoskinson gründeten das Unternehmen IOHK, um Blockchains für die Nutzung durch Unternehmen, Regierungen und Bildungseinrichtungen zu entwickeln.
Cardano wurde 2017 erstmals der Öffentlichkeit zugänglich gemacht. Im selben Jahr ging IOHK eine Partnerschaft mit der University of Edinburgh ein, um das Blockchain Technology Laboratory zu gründen. Das Labor verfügte über sechs Postdoc- und Professorenstellen, wobei insgesamt bis zu 35 Arbeitsplätze geschaffen wurden, und wurde von Aggelos Kiayias, dem Entwickler des Ouroboros-Protokolls, geleitet.
Cardano erreichte im Mai 2021 eine Marktkapitalisierung von 77 Milliarden Dollar, was zu diesem Zeitpunkt die vierthöchste für eine Kryptowährung war.
Die Werbeagentur MBLM stufte Cardano im August 2022 unter 600 Marken auf Platz 26 für Markenvertrauen ein, zwischen Ford und Nestlé und dem höchsten Rang für eine Kryptowährung. Unter Berufung auf einen Partner von MBLM sagte das Werbemagazin Ad Age, dass Cardanos hohes Ranking „wahrscheinlich auf das Glücksspiel-Element von Kryptowährungen zurückzuführen ist“. 

## Skalierbarkeit
Für eine beliebige Skalierbarkeit an eine massenhafte Nutzung möchte Cardano die drei wichtigsten Probleme in diesem Bereich lösen. Dies ist zum einen die Anzahl der Transaktionen pro Sekunde (TPS), zum anderen die nötige Bandbreite des Netzwerkes und schließlich die anfallende Datenmenge zur Speicherung der erfolgten Transaktionsinformationen.
Zur Lösung dieser Probleme arbeitet Cardano an einem neuen, sicheren Proof-of-Stake-Protokoll mit dem Namen Ouroboros.
Ouroboros soll dabei unter anderem in Zukunft parallel laufende partitionierte Blockchains zulassen und eine quantensichere Verschlüsselung implementieren. Dabei soll die Bildung eines Blocks in der Blockchain einen Bruchteil der Kosten verursachen, die bei bisherigen Blockchainimplementierungen aufkommen.

## Interoperabilität
Das Cardano-Team sieht in der fehlenden Interaktion zwischen den einzelnen Kryptowährungen an sich sowie der fehlenden Interaktion der äußeren Finanzwelt mit den Kryptowährungen ein großes Problem. Bisher stand an der Schnittstelle zwischen der Finanzwelt und der Welt der Kryptowährungen in aller Regel lediglich eine Reihe von Exchange-Plattformen zur Verfügung, die Kryptowährungen in Fiatgeld und umgekehrt tauschen können. Insofern war es bisher sehr problematisch, im Rahmen regulärer Geschäftshandlungen direkt zwischen der Welt der Kryptowährungen und der regulären Finanzwelt hin und her zu wechseln und dabei die Legitimität der getätigten Geschäfte innerhalb der Welt der Kryptowährungen gegenüber Finanzinstitutionen und der öffentlichen Hand nachzuweisen.
Cardano arbeitet deshalb an einer Plattform, welche die Interaktion von Protokollen unterschiedlichster Art aus der Welt der Kryptowährungen untereinander und von Protokollen der äußeren Finanzwelt interagieren lassen möchte. Dafür wird in Zukunft die Speicherung verschlüsselter Metadaten zu jeder Transaktion angestrebt, welche die Quelle und weitere Stammdaten eines Geldstromes ablegen und gegenüber vertraulichen Stellen zum Nachweis offengelegt werden können. Dabei möchte Cardano einen Mittelweg gehen zwischen der Offenheit gegenüber der öffentlichen Hand und dem Schutz der Privatsphäre der Teilnehmer im Netzwerk und der Dezentralisierung.
Zudem sollen innerhalb der Cardano-Sidechains auch die Tokens anderer Kryptowährungen genutzt werden können.

## Projekt
An der Entwicklung des Projekts sind drei Instanzen beteiligt:
- Die Cardano Foundation (gemeinnützige Stiftung registriert 2016 in Zug, Schweiz), mit den Aufgaben der Schaffung und Erforschung von Standards und Regulatorien für Kryptowährungen, der offiziellen Vertretung nach außen sowie dem Aufbau und der Pflege der Community[15]
- Emurgo (ein japanisches Unternehmen), das den kommerziellen und investorenbasierten Anteil des Projektes steuert[16]
- IOHK – ein Technologieunternehmen, das die technische Umsetzung des Projektes abdeckt[17]

Cardano möchte über einen Entscheidungsprozess aller Token-Holder die Richtung der Projektentwicklung in Zukunft steuern und über eine sogenannte Schatzkammer, ähnlich dem Vorbild im Dash-Projekt, finanzieren.

## Kooperationen
Im Dezember 2020 kündigte Wolfram Alpha an, mit Cardano zu kooperieren.
Im April 2021 wurde eine Kooperation mit der äthiopischen Regierung angekündigt, um 5 Millionen Schüler und Studenten sowie 750.000 Lehrkräfte über das Cardano-Netzwerk mit einer digitalen Identität zu versorgen.
Im Dezember 2021 wurde Cardano (ADA) in das Flexa Netzwerk integriert, wodurch man nun mit der Kryptowährung an über 40.000 Akzeptanzstellen in den USA und Kanada bezahlen kann.

## Rechtslage und Regulierung
Im Jahr 2023 reichte die Securities and Exchange Commission (SEC), eine US-amerikanische Aufsichtsbehörde, eine Klage gegen die Kryptowährungsbörse Kraken ein, weil sie unregistrierte Wertpapiere anbot (was gegen das Wertpapiergesetz verstößt) und Renditen für Einsätze in mehreren Proof-of-Stake-Kryptowährungen, darunter Cardano, versprach. Ohne ein Fehlverhalten einzugestehen, stimmte Kraken zu, eine Geldstrafe in Höhe von 30 Millionen US-Dollar zu zahlen und sein Einsatzprogramm daraufhin einzustellen.
Im Juni 2023 verklagte die SEC Binance. Zu den Vorwürfen gehörte, dass Cardano ein Wertpapier sei und die Kryptowährungsbörse somit illegal in den USA gehandelt habe. IOG gab als Antwort eine Erklärung ab: "Die Einreichung enthält zahlreiche sachliche Ungenauigkeiten und wird sich in keiner Weise auf den Betrieb von IOG auswirken. Unter keinen Umständen ist Ada ein Wertpapier im Sinne der US-Wertpapiergesetze". Das Unternehmen fügte hinzu: "Die Regulierung durch Vollstreckungsmaßnahmen bietet weder die Klarheit noch die Sicherheit, auf die sowohl die Blockchain-Branche als auch die Verbraucher Anspruch haben." Nachdem Binance bereits seine Dienste in den Niederlanden, Belgien, Zypern und Kanada eingestellt hat, zogen sie nun auch den Lizenzantrag in Österreich zurück. Der Ada-Kurs fiel auf 0,24 US-Dollar. Er war der drittgrößte Token nach umlaufendem Wert im FT Wilshire Index. Dies war der niedrigste Stand seit Dezember, bevor er sich auf 0,29 $ mit einem Wert von etwa 10 Mrd. $ erholte.